# Georgijs Kuļikovs
Georgijs Kuļikovs oder Georgi Stepanowitsch Kulikow (russisch Георгий Степанович Куликов; * 11. Juni 1947 in Korsakow, Oblast Sachalin) ist ein ehemaliger sowjetischer Schwimmer aus der Lettischen SSR. Er gewann bei Olympischen Spielen eine Silbermedaille und zwei Bronzemedaillen. Bei Schwimmeuropameisterschaften erschwamm er eine Goldmedaille sowie vier Silber- und zwei Bronzemedaillen.

## Karriere
Georgijs Kuļikovs war Offizier der Sowjetarmee. Er gewann 1970 die sowjetische Meisterschaft über 200 Meter Freistil und war zehnfacher Meister der Lettischen SSR.
Seinen ersten internationalen Erfolg erlebte Kuļikovs bei den Europameisterschaften 1966 in Utrecht. Er wurde Vierter über 100 Meter Freistil. Mit der sowjetischen 4-mal-100-Meter-Freistilstaffel in der Besetzung Leonid Iljitschow, Wiktor Masanow, Georgijs Kuļikovs und Wladimir Schuwalow gewann er die Silbermedaille hinter der Staffel aus der DDR.
Zwei Jahre später bei den Olympischen Spielen 1968 in Mexiko-Stadt trat Kuļikovs zunächst mit der 4-mal-100-Meter-Freistilstaffel an. Semjon Beliz-Geiman, Wiktor Masanow, Georgijs Kuļikovs und Leonid Iljitschow erhielten die Silbermedaille mit zweieinhalb Sekunden Rückstand auf die Staffel aus den Vereinigten Staaten und einer halben Sekunde Vorsprung vor der australischen Staffel. Über 100 Meter Freistil erreichten Iljitschow und Kuļikovs das Finale und belegten den fünften beziehungsweise den sechsten Platz. Im Finale der 4-mal-200-Meter-Freistilstaffel erschwamm die sowjetische Staffel mit Wladimir Bure, Beliz-Geiman, Kuļikovs und Iljitschow die Bronzemedaille hinter den Staffeln aus den Vereinigten Staaten und aus Australien.
1970 bei den Europameisterschaften in Barcelona wurde Kuļikovs über 100 Meter Freistil Dritter hinter dem Franzosen Michel Rousseau und Roland Matthes aus der DDR. Über 200 Meter Freistil erkämpfte er seine zweite Bronzemedaille, diesmal hinter Hans Fassnacht aus der BRD und dem Schweden Gunnar Larsson. Die sowjetische 4-mal-100-Meter-Freistilstaffel mit Wladimir Bure, Wiktor Masanow, Georgijs Kuļikovs und Leonid Iljitschow siegte vor den beiden deutschen Staffeln aus der BRD und aus der DDR. Im 4-mal-200-Meter-Freistilstaffel-Wettbewerb gewann die Staffel aus der BRD vor Kuļikovs, Achmed Anarbajew, Alexander Samsonow und Wladimir Bure.
Bei den Olympischen Spielen 1972 trat Kuļikovs in fünf Disziplinen an. Zunächst qualifizierte sich die sowjetische 4-mal-100-Meter-Staffel mit Wladimir Bure, Wiktor Masanow, Wiktor Aboimow und Georgijs Kuļikovs mit der zweitbesten Zeit für das Finale. Im Endlauf schwammen Bure, Masanow, Aboimow und Igor Griwennikow drei Sekunden schneller als die Vorlaufstaffel und schlugen als Zweite hinter der Staffel aus den Vereinigten Staaten an. Nach den bis 1980 geltenden Regeln erhielt Kuļikovs für seinen Vorlaufeinsatz keine Medaille. Über 200 Meter Freistil schied Kuļikovs als Elftschnellster der Vorläufe aus. Kuļikovs startete auch über 100 Meter Schmetterling, wurde aber nur 22. der Vorläufe. Die sowjetische 4-mal-200-Meter-Freistilstaffel schwamm im Vorlauf mit Aboimow, Samsonow, Masanow und Kuļikovs die viertschnellste Zeit. Im Endlauf unterboten Griwennikow, Masanow, Kuļikovs und Bure die Vorlaufzeit um fast sechs Sekunden und erhielten die Bronzemedaille hinter den Staffeln aus den USA und der BRD. Schließlich fand der Wettbewerb über 100 Meter Freistil statt. Während Bure und Griwennikow das Finale erreichten, schied Kuļikovs als Elfter des Halbfinales aus. In allen fünf Disziplinen, zu denen Kuļikovs in München antrat, gewann Mark Spitz die Goldmedaille.
1974 bei den Europameisterschaften in Wien gewann Kuļikovs zwei Silbermedaillen mit den Freistilstaffeln. Die 4-mal-100-Meter-Freistilstaffel mit Wladimir Bure, Alexander Samsonow, Anatoli Rybakow und Georgijs Kuļikovs hatte im Ziel 1,4 Sekunden Rückstand auf die Staffel aus der BRD. Die 4-mal-200-Meter-Freistilstaffel mit Samsonow, Andrei Krylow, Wiktor Aboimow und Georgijs Kuļikovs schlug 2,36 Sekunden nach der Staffel aus der BRD an. Zum Abschluss seiner Karriere belegte Kuļikovs 1975 mit der 4-mal-100-Meter-Freistilstaffel den vierten Platz bei den Weltmeisterschaften in Cali.